# Goritjevo
Goritjevo (bulgariska: Горичево) är ett distrikt i Bulgarien.   Det ligger i kommunen Obsjtina Kubrat och regionen Razgrad, i den nordöstra delen av landet, 280 km nordost om huvudstaden Sofia.
Trakten runt Goritjevo består till största delen av jordbruksmark. Runt Goritjevo är det ganska glesbefolkat, med 35 invånare per kvadratkilometer.